# Karsikkosaari (ö i Norra Karelen, Pielisen Karjala, lat 63,47, long 29,28)
Karsikkosaari är en ö i Finland. Den ligger i sjön Pielisjärvi och i kommunen Nurmes i den ekonomiska regionen  Pielinen-Karelen  och landskapet Norra Karelen, i den centrala delen av landet, 400 km nordost om huvudstaden Helsingfors. Öns area är 1,4 hektar och dess största längd är 200 meter i sydöst-nordvästlig riktning.